# Condado de Adams (Indiana)
El condado de Adams (en inglés: Adams County), fundado en 1836, es uno de 92 condados del estado estadounidense de Indiana. En el año 2000, el condado tenía una población de 33 625 habitantes y una densidad poblacional de 38 personas por km². La sede del condado es Decatur. El condado recibe su nombre en honor a John Quincy Adams.

## Geografía
Según la Oficina del Censo, el condado tiene un área total de 881 km², de la cual 878 km² es tierra y 3 km² (0.17%) es agua.

### Condados adyacentes
- Condado de Allen (norte)
- Condado de Van Wert, Ohio (noreste)
- Condado de Mercer, Ohio (sureste)
- Condado de Jay (sur)
- Condado de Wells (oeste)

## Demografía
Según la Oficina del Censo en 2000, los ingresos medios por hogar en el condado eran de $40 625, y los ingresos medios por familia eran $46 749. Los hombres tenían unos ingresos medios de $32 332 frente a los $23 119 para las mujeres. La renta per cápita para el condado era de $16 704. Alrededor del 9.1% de la población estaban por debajo del umbral de pobreza.

## Transporte

### Autopistas principales
- U.S. Route 27
- U.S. Route 33
- U.S. Route 224
- Carretera Estatal de Indiana 101
- Carretera Estatal de Indiana 116
- Carretera Estatal de Indiana 124
- Carretera Estatal de Indiana 218

## Municipalidades

### Ciudades
- Berne
- Decatur
- Geneva
- Monroe
- Preble
- Linn Grove
- Pleasant Mills

### Áreas no incorporadas
| - Ceylon - Curryville - Magley - Monmouth - Peterson - Salem - Perryville - Elm Tree Crossroads - Coppess Corner - Rivare (Bobo) - Honduras |

### Municipios
El condado de Adams está dividido en 12 municipios:
| - Blue Creek - French - Hartford - Jefferson | - Kirkland - Monroe - Preble - Root | - Saint Marys - Union - Wabash - Washington |